# Vlădești (Galați)
Vlădești is een Roemeense gemeente in het district Galați.
Vlădești telt 2096 inwoners.